# Metabus conacyt
Metabus conacyt är en spindelart som beskrevs av A[ac. acute och lvarez-Padilla 2007. Metabus conacyt ingår i släktet Metabus och familjen käkspindlar. Inga underarter finns listade i Catalogue of Life.